# 서울 구 신아일보 별관
서울 구 신아일보 별관은 서울특별시 중구 정동에 있는 일제강점기의 건축물이다. 2008년 8월 27일 대한민국의 국가등록문화재 제402호로 지정되었다.

## 지정 사유
1930년대에 지하1층 지상2층으로 건축된 철근콘크리트 건물로 미국기업인 싱거미싱회사(Singer Sewing Machine Company) 한국지부 등으로 사용되다, 1969년 신아일보사로 매각되어 1975년 사세확장에 따라 3·4층을 증축하고, 1980년 언론기관통폐합으로 경향신문에 흡수·통합되기 전까지 신아일보사 별관으로의 역할을 수행하였다.
민간건물 건축기법으로 거의 채택되지 않았던 철근콘크리트조로 건축된 건물로 일방향 장선 슬라브(One-way Joist Slab) 구조 및 원형철근 사용 등 일제 당시 건축구법·구조 등이 잘 남아있어 근대건축기술사적 가치를 지니고 있으며, 1980년 신군부 언론통폐합 조치로 폐간되어 언론수난사 현장을 대변하는 등 근현대 역사·문화적 가치가 높은 건물이다.

## 같이 보기
- 신아일보

## 참고 자료
- 서울 구 신아일보 별관 - 국가유산청 국가유산포털